# Gran Premio Castellón
El Gran Premio Castellón (oficialmente: Gran Premio Castellón-Ruta de la Cerámica) es una carrera de un día profesional de ciclismo en ruta que se disputa en España, en la provincia de Castellón, desde el año 2024.
Desde su creación, la carrera forma parte del UCI Europe Tour dentro de la categoría 1.1. Su primera edición fue ganada por el australiano Michael Matthews.

## Palmarés
| Año  | Ganador          | Segundo          | Tercero             |
| ---- | ---------------- | ---------------- | ------------------- |
| 2024 | Michael Matthews | Pierre Gautherat | Alex Aranburu       |
| 2025 | António Morgado  | Eric Fagúndez    | Clément Champoussin |

## Palmarés por países
| País      | Victorias |
| --------- | --------- |
| Australia | 1         |
| Portugal  | 1         |